# Roccabascerana
Roccabascerana là một đô thị (comune) thuộc tỉnh Avenllino trong vùng Campania của Ý. Roccabascerana có diện tích 12 km2, dân số là 2387 người (thời điểm ngày 1 tháng 5 năm 2009).